# ゴルフ場

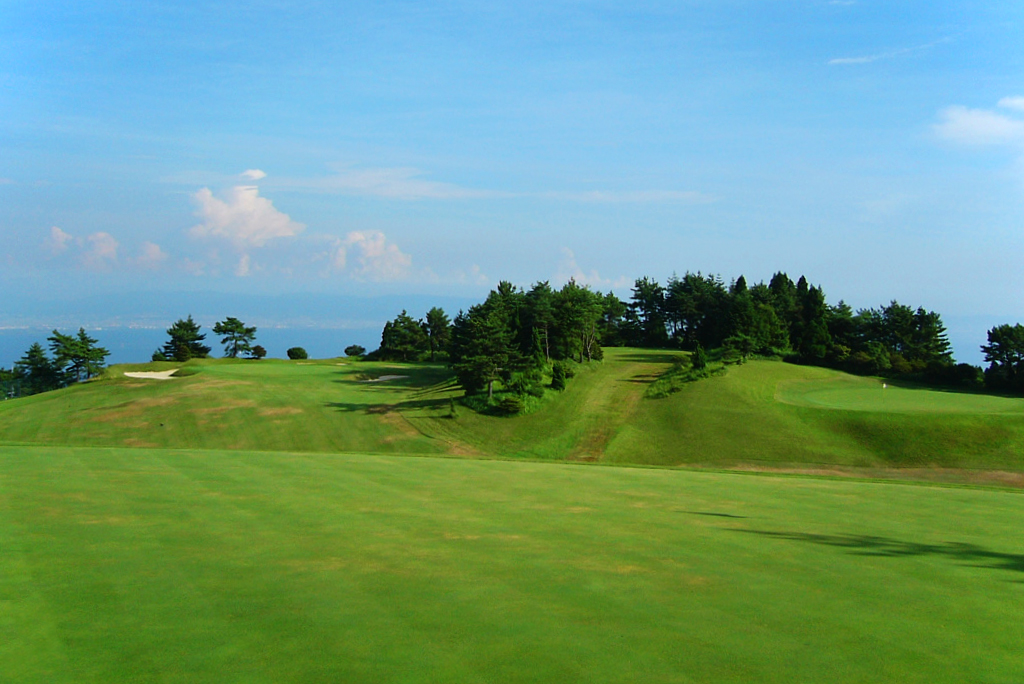
神戸ゴルフ倶楽部

ゴルフ場（ゴルフじょう、英語: golf course）とは、スポーツの一種であるゴルフを競技するために設計された施設をいう。ゴルフコース、ゴルフクラブなどとも呼ばれる。

## 概要
通常は、全部で18のホール（Hole、「穴」の意）から構成され、各ホールには規定の打数（パー、Par）が定められている。ボールを打ち出す場所（ティーインググラウンド、Teeing ground）からカップまでの距離が、1ホールの距離である。18ホールすべてを合計して「全長xxヤード」（ゴルフでは通例として、アメリカの距離単位「ヤード」を使用する）という。18ホールの規定打数を合計して「パーxx」と言い、パー72を採用するコースが最も多い。各ホールの長さや、コースの全長は用途によって多様である。
カントリークラブと名乗っているゴルフ場もあるが、カントリークラブは本来ゴルフに限った施設ではなく、誤用といえる。ゴルフ場は大きく分けて、レジャー用途のために易しく設定されたものと、競技用途のために難しく設定したものの2種類に分類される。
また、一連のプレーを行うためのゴルフ場とは別に、ゴルフの練習を目的として設置されたゴルフ練習場と呼ばれる施設がある。
なお、ゴルフ場を建設するためには広大な面積が必要であり、かつ植樹した植物を維持するために大量の水を必要とする。また必要に応じて農薬や除草剤の散布が行われるため自然環境の破壊、水質汚染、農薬による汚染など様々な環境問題・環境破壊を引き起こす事が指摘されている。その一方で魅力的なゴルフ場として良好な環境を維持するために、植樹した植物を守る対策が行われ環境が維持されるといった面も存在する。特に日本にあるゴルフ場のすべての面積のうち4割弱の面積が樹林帯となっており、自然を模した小川や池などが整備されていることから、生きものにとって良好な生息地となるといった面も存在する。

## コース

### 概要
ゴルフのラウンド上の全区域については、下記のページを参照
ゴルフは競技時間が長めで大人数での競技も行われることから、ゴルフコースには大抵クラブハウスが併設してあり、クラブハウス内にはレストランやロッカールーム・風呂もしくはシャワー室・売店・ゴルフクラブのレンタルショップなどがある。加えてリゾート地ではホテルも隣接しており、宿泊しながらのんびりとゴルフを楽しめるようになっている。

### コースの設計
ゴルフ場（ゴルフコース）の特性を出すには、とりわけゴルファーたちが苦手意識を持つバンカーや池を、コースのどの位置に設定するか、グリーンの大きさ、フェアウェイの幅の広さ、ラフ（フェアウェイを外した場所）の芝の深さをどのくらいにするか、など様々な要素が関係している。
カップが置かれるグリーンひとつを取ってみても、傾斜がひとつひとつ異なっている。その時々の風の向きや強さも違うため、ゴルフ場のコース・コンディションに1つとして同じものはない。競技者の見えない場所にトラップを配置するようなトリッキーなレイアウトもあれば、一見したところ平易に見えるものの巧妙に落とし穴が配置されている場合もある。例えば立ち木の枝ひとつが巧妙にボールの飛行線上に張り出している、などといった「簡にして妙」なレイアウトは、設計者対競技者という試合そのものとは別の闘いを演出し、それがゴルフという競技の奥深さの一要素となっている。
設計者が競技者に対して仕掛ける技巧の一つに、視覚のマジックがある。グリーンに向いて両脇から中心に向って背丈の低い/高い樹木を配置することにより実際よりも遠くもしくはより近くに錯覚させる手法や、ティーグラウンド上のマーカーを微妙にずらしたりティーグラウンドに僅かな傾斜を付けたりすることを通じて競技者が無意識のうちに危険な方向に打ち出すよう仕向けたりする手法などが、一般によく知られている。或いはまた、ハザード（バンカー・池など）や樹木の相互の位置関係を通じて如何に競技者の心理に必要以上のプレッシャーを掛けるか、といった点もレイアウト上の重要な考察要素である。
これら千差万別なレイアウトのゴルフコース間でスコアの客観的評価を容易ならしめるために、コースレートが設定される。
プロスポーツ・競技としてのゴルフや上級者向けに難易度の高いゴルフ・コースが珍重される一方で、初心者用や接待用にあえて難易度を抑えたレイアウトのコースもあり、設計はすなわち、「どのような利用層を想定したゴルフ場とするか」という運営側の経営理念と表裏一体であると言うことができる。
またホールには単に競技上の難易度を盛り込むだけでなく、森林・山岳・河川・湖沼・海岸・荒野・田園・神社仏閣など、土地の風物を借景として如何に配置するかが、設計者の腕の見せ所であり醍醐味でもある。これらの巧みな仕掛けが、元々の地形や環境をできるだけ活かした上で設計されていることも真価を図る尺度の一つとなると言ってよい。

### ゴルフコースの分類
ゴルフコースは、色々な観点から分類される。日本でもっとも使われる分類はその立地条件によるもので、きちんとした定義はないものの、山岳コース（山の中にありアップダウンが激しい。フェアウェイが狭くややトリッキーで総距離も短い傾向がある）、丘陵コース（山中にあるが山岳コースよりなだらかで、適度なアップダウンがある）、林間コース（平野や扇状地などに広がる林の中を切り開いて造られたコース）の3つに分ける分類が一般的である。また、他にも河川敷コースが存在するが、誰でも気軽にラウンドできるコースが多いため、分類の4つめというよりも、その3つ（河川敷と対比させて「山」と呼ぶ）以外のコース、という意味合いが強い（例：「先週は給料日前で河川敷だったんだけど、今週は山（のコース）へ行くんだ」）。
またリンクスコースという呼び方があるが、リンクスランドとは元々スコットランドで「海と陸が重なり合った場所」という意味で、海岸と陸地の間に広がる砂丘（から形成された硬い大地を持つ草原）を指す。その場所に造られたコースがリンクスコースである。つまり厳密に言うとリンクスコースはスコットランドとイングランドにしか存在しないわけで、海岸沿いにあるだけで「リンクス」というのは正確ではない。
さらに、トーナメントコース（大きな試合が行われる規模と難易度を併せ持つコース）、接待コース（距離が短い・フェアウェイが広い・ラフが短い・OBが少ない・グリーンがやさしい等、良いスコアが出やすい条件が揃っているコース）、チャンピオンシップコース（クラブハウスが豪華・・・というのはよく言われる冗談で、一般的には距離が長いコースを指す?）などの呼び名があるが、これらはもちろん正確な分類には当てはまらない。

## ゴルフ場の運営
ゴルフ場の運営方法には大きく分けて2つの種類がある。

### メンバーシップコース
会員制のゴルフ場のこと。運営にあたっては、会員が資金を持ち寄りクラブを作る、またはゴルフ場経営会社がゴルフ会員権を発行して会員を集める。日本では、ゴルフ場の約9割がメンバーシップコースである。
プレーするには、会員になるか、会員の同伴または紹介が必要である。しかし、実際には会員が少ないなどの理由でビジター（非会員）でも会員の紹介なしで受け入れているゴルフ場も多い。

### パブリックコース
特定の会員への優遇なしに、平等にプレーできるゴルフ場のこと。公営ゴルフ場にこの形態が多いが、民営のパブリックコースもある。
メンバーシップコースとの大きな違いは、会員がいない、または会員においても優先的にコースを使う権利がないということである。

## バブル景気とゴルフ場
日本においては、ゴルフ場は企業の接待に多く利用され、バブル景気時代に建設ラッシュが起きた。1988年に施行された総合保養地域整備法（リゾート法）もそれに後押しする形となった。1990年代には日本のゴルフ場の総数は2,000を超える数にまで増加した。ゴルフ場の開発は、環境破壊に繋がるとの批判もあり、バブル期にはゴルフ場の乱立により禿山のような状態になっていることが報道で頻繁にとりあげられていた。ゴルフ場の利用する権利と結びついたゴルフ会員権は、実際の価値を超えた相場を構成することがあり、主にバブル景気時代には、ゴルフ場経営者に対する預託金よりも高くなり、特定のゴルフ場でゴルフのプレイを楽しむ権利としてよりも、投資対象・また保持者の地位としての会員権売買が盛んとなった。しかし、その後のバブル景気の崩壊以降ゴルフ場利用者は激減し、会員権の相場も急激に落ちた。返済すべき預託金も支払うことが困難となったゴルフ場も現れ、倒産したり、他の企業に買収されたりするゴルフ場も少なくなかった。

## プレーへの制限

### 女人禁制
欧米の名門会員制ゴルフコースの多くは、発足当初から女性への入会を阻止したり、プレーに制限を加えるなどの女性差別が行われてきた。こうした性別への差別には批判と抵抗があり、スコットランド自治政府首相（当時）のアレックス・サモンドは、「21世紀になっても、全ての人に開放されないゴルフクラブがあることは擁護できない。」と言及したものの、2013年段階においても全英オープンが開催されるゴルフクラブのうち、3つについては女性への開放がなされていなかった（ミュアフィールド・リンクスは会員投票の末、2017年3月受け入れを表明）。
一方2012年、マスターズが開催されるオーガスタ・ナショナル・ゴルフクラブは女性会員の受け入れを表明。コンドリーザ・ライス（元アメリカ国務長官）らを新たに会員に迎えた。日本でも、2020年東京オリンピック開催地に決定した霞ヶ関カンツリー倶楽部が、女性の入会に制限を掛けていたことが判明。2017年3月には、女性会員を受け入れていく方針を表明するに至った。

### 暴力団関係者の利用制限
日本のゴルフ場は、約款で暴力団関係者の利用を禁じた上で、出入口やロビー、カウンター周辺など目につきやすい場所に「暴力団員お断り」の旨を伝える看板、ステッカー類を掲げている。これらを無視し、暴力団関係者であることを隠してプレーした場合、詐欺罪に問われることがある。

## ゴルフ練習場

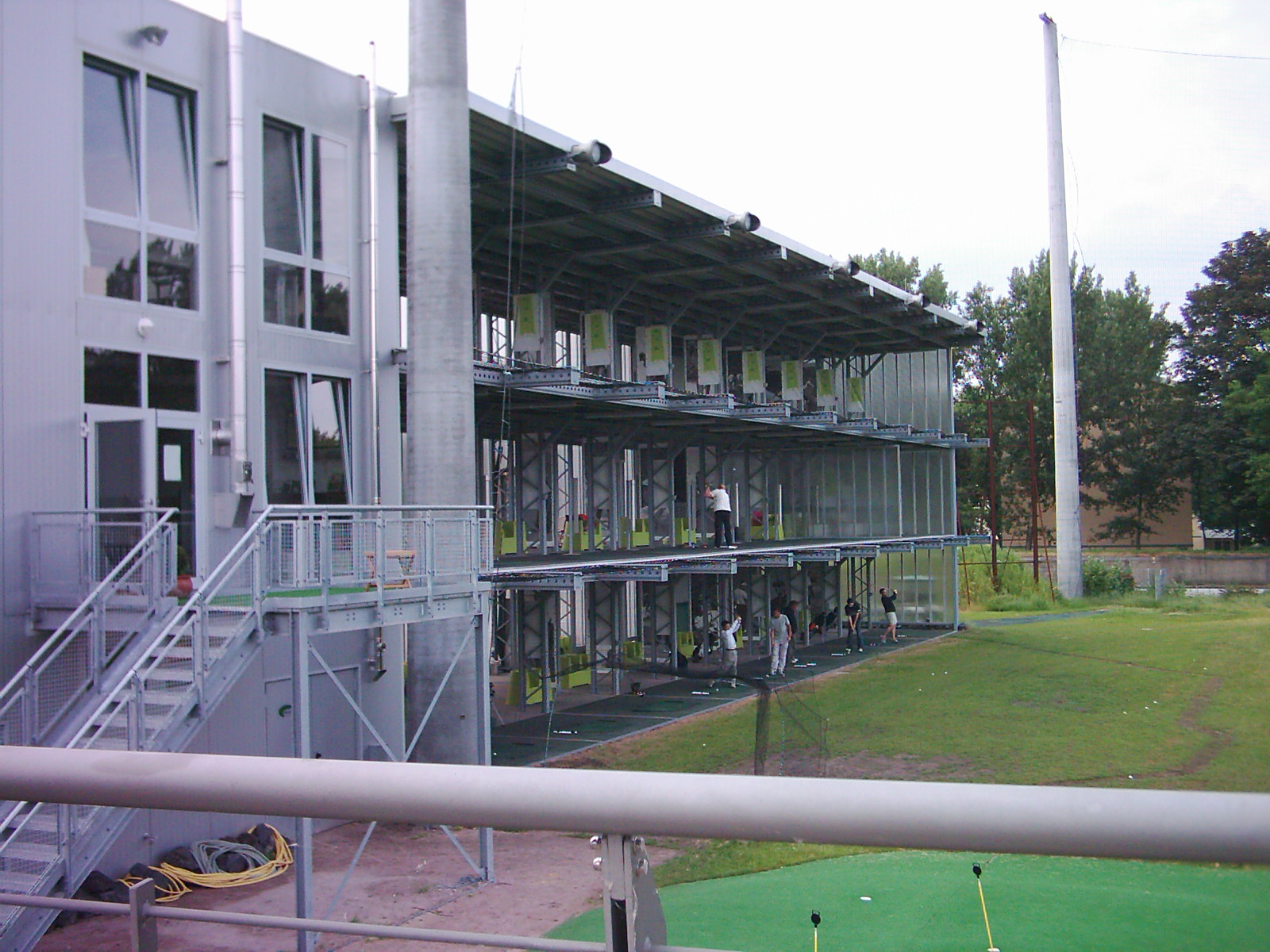
ゴルフ練習場（ドイツ・ハンブルク、2006年）

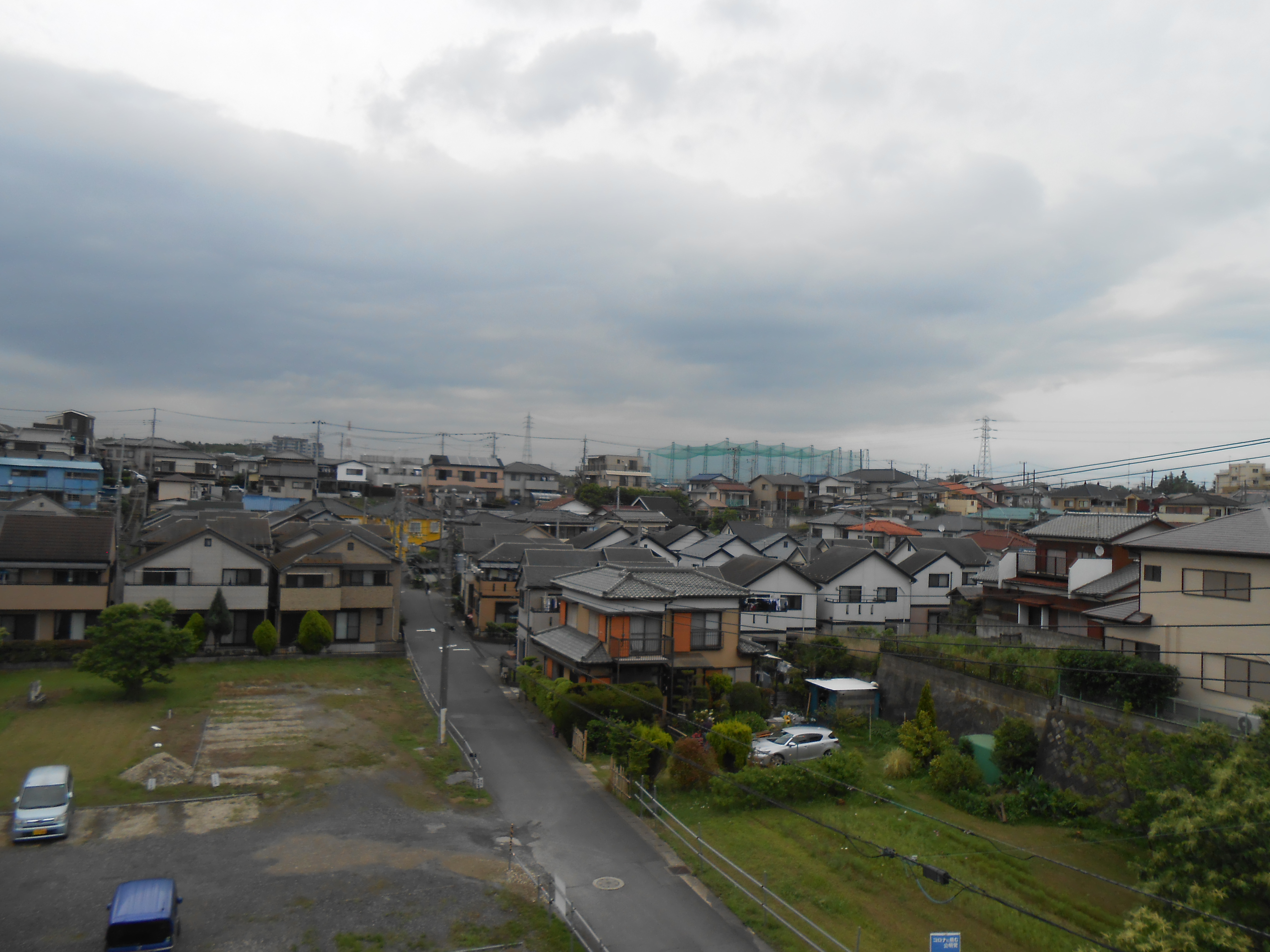
ゴルフ練習場は住宅地の中に存在することが多い（奥にみえるのが千葉県千葉市中央区宮崎町の「ベースンゴルフクラブ」）。2021年

ゴルフの練習場は、ゴルフコースに併設されている場合もあるが、単独でコースとは別に存在する方が一般的である。ゴルフの練習場には、実際にクラブを用いて定位置からボールを打つ練習をするもの、グリーンのみが設置されていて、その上でパッティングの練習をしたり、そこに向けてアプローチの練習をしたりする施設がある。前者は、指定された場所から、所定の空間に向けて順次ゴルフボールを打つのみで連続したプレーを行わず、また、ボールの回収を当人は行わないことから、俗に打ちっぱなしと呼ばれる。
「打ちっぱなし」練習場は、通常、ボールを打つための打席が同一方向に向けて並んでおり、そこからフェンス・ネットなどで囲われた空間に対してゴルフボールを打ち出す。目標としてグリーンないしはホールを模したものが設けられていたり、飛距離の参考とすべき目安が設けられているケースがある。主にパター以外のゴルフクラブのスイングの練習に用いられる。
費用は球数に応じて計算され、このほかに入場料その他の定額費用が課されるケースがある。
設置には打球の飛ぶためのスペースが必要となり、ある程度広い場所を確保する必要があるが、ゴルフコースそのものよりは小さなスペースに集約的に設けることもできることから、都市部近辺などにも設けられている。打席を集約するために、打席部分を複数階層の構造にしたりする例が見られる。
一部郊外に設置されているゴルフ練習場には、通常のゴルフコースに用いられる芝の上から打球を行うことができる施設があるが、人工芝など天然芝を模した設備の上から打球を行うケースが日本では多く見られる。
また「打ちっぱなし」以外に、俗に「カゴ」と呼ばれる練習場も存在する。これは打席の先、数メートルにネットと的が設置されそこに向かって球を打つ施設の事で、広いスペースを必要としない事から都会のビルなどにある場合が多い。
また、スクリーンゴルフを設置してゴルフの練習ができるゴルフバーという施設もある。
光害の原因の一つでもあり、ボールの飛来とあわせて訴訟になった事例もある。